# Fizičar
Fizičari su znanstvenici kojima je područje interesa i istraživanja fizika. Zaposleni su na Sveučilištima kao profesori, predavači ili istraživači, na znanstveno-istraživačkim institutima kao istraživači ili u industriji, bankama, informatici, novinarstvu... Za uspješno obavljanje znanstvene karijere fizičar mora proći formalno obrazovanje koje se uglavnom sastoji od dodiplomskog studija i postdiplomskog na kojem se stječe stupanj magistra, odnosno doktora znanosti.
Fizičari proučavaju ponašanje i interakcije materije i energije u prostoru i vremenu, i takve pojave se nazivaju fizikalne pojave. Fizikalne teorije se najčešće izražavaju kao matematičke relacije. Osnovne pojave se nazivaju fizikalnim zakonima ili zakonima fizike. Međutim, i oni su samo provizorni kao i sve druge znanstvene teorije.
Fizičari istražuju i postavljaju temeljna načela o građi, općim svojstvima i kretanju materije, stvaranju i prijenosu energije te međudjelovanju materije i energije. Neki fizičari ova temeljna načela primjenjuju u teorijskim područjima, kao što su pitanja o prirodi vremena ili podrijetlu svemira, dok se drugi bave praktičnim problemima, npr. razvojem novih materijala, unapređenjem elektroničkih i optičkih instrumenata ili medicinske opreme.
Fizičari kreiraju i provode eksperimente rabeći lasere, ciklotrone, elektronske mikroskope, teleskope, velike spektrometre i druge uređaje. Sustavnim opažanjem, mjerenjima i analizama pokušavaju utvrditi zakonitosti koje opisuju prirodne sile, kao što su gravitacija, elektromagnetizam i nuklearna međudjelovanja. Pronalaze i mogućnosti primjene fizikalnih zakona i teorije u rješavanju problema na području nuklearne energije, elektronike, optike, telekomunikacija, tehnologije svemirskih letjelica, usavršanja medicinskih instrumenata i sl.
Neki od najpopularnijih i najpoznatijih fizičara svijeta su:
- Arhimed
- John Bardeen
- Isaac Newton
- Galileo Galilei
- James Clark Maxwell
- Nikola Tesla
- Max Planck
- Albert Einstein
- Erwin Schrödinger
- Stephen Hawking
- Alessandro Volta
- Niels Bohr